# Vincent Cabot
Pour les articles homonymes, voir Cabot.
 (novembre 2023).
Vincent Cabot est un jurisconsulte français du XVIe siècle, né à Toulouse vers 1560 et mort en 1620.

## Biographie
Il dispute, à l'âge de vingt-quatre ans, une chaire de droit canon à Paris. Sur sa réputation, il est appelé à Orléans par l'université, et, pendant quatorze ans, il y professe le droit public et privé. Sa notoriété toujours croissante le fait appeler dans sa patrie par Dufaur de Saint-Jorry, premier président du parlement de Toulouse. Il y remplit pendant vingt-deux ans la chaire confiée à ses soins, avec d'autant plus de succès qu'il cherche moins à montrer son savoir qu'à le communiquer à ses élèves. Léonard Campistron rapporte qu'il disait à ceux qui auraient désiré plus d'ornement et d'éloquence dans ses leçons 

« qu'il était seulement gagé du public pour enseigner avec, fruit, et non ce pour paraître vainement éloquent ou savant. »

 Il ne méprise pourtant pas l'éloquence ; mais il préfère une clarté simple à la  pompe des paroles. Il meurt au commencement du XVIIe siècle.

## Publications
On a de lui : 
1. Laudatio funebris D. Michaclis Violœi, Orléans, in-4° ;
2. Variorum juris publici et privati Dissertaltionum libri duo, Orléans, 1598, in-8° ;
3. un Traité des bénéfices, que J. Doujat publia en 1636 sous le nom de J. Dart, et dont il a depuis reconnu Cabot pour l'auteur.
4. Les Politiques de Vincent Cabot, publiées par Léonard Campistron, Toulouse, 1650, in-8° [1]. C'est le 1er volume d'un ouvrage projeté par Cabot, et qui devait avoir 28 livres. Il n'en avait achevé que six ; l'éditeur, qui les revit et les mit en ordre, les dédia au cardinal de Richelieu. Il rapporte, qu'en 1624, il les avait présentés aux ministres, au Parlement et à l'Université de Paris, et qu'on s'accorda généralement à reconnaître que Cabot y avait mis
5. Notes de cours de droit donnés par Jean Vedel, de Lacoste et Vincent Cabot à l'Université de Toulouse en 1603, Toulouse, 1603 [2]

« Plus de secret de cette science (la politique) qu'on en trouvait dans tous les autres livres qui en avaient traité jusqu'alors. »